# 1793 Zoya
1793 Zoya eller 1968 DW är en asteroid i huvudbältet som upptäcktes den 28 februari 1968 av den ryska astronomen Tamara Smirnova vid Krims astrofysiska observatorium på Krim. Den har fått sitt namn efter Zoja Kosmodemjanskaja.
Asteroiden har en diameter på ungefär 8 kilometer och den tillhör asteroidgruppen Flora.